# Giovanna Palma
Giovanna Palma (Napoli, 11 agosto 1974) è una politica italiana.

## Biografia
Nata a Napoli, ma vive a Giugliano in Campania. Laurea in Giurisprudenza, è avvocato.
Alle elezioni politiche del 2013 viene candidata alla Camera nelle le liste del Partito Democratico nella circoscrizione Campania 1, dov'è eletta deputata. A Montecitorio è membro della 13ª Commissione Agricoltura e della Commissione parlamentare d'inchiesta per il ciclo illecito dei rifiuti.
Alle elezioni politiche del 2018 viene candidata al Senato della Repubblica nel collegio uninominale Giugliano in Campania per il centro-sinistra, ottenendo l'11,92% dei voti e non risulta eletta.